# Автовац
Автовац (серб. Автовац / Avtovac) — село в общине Гацко Республики Сербской Боснии и Герцеговины. Население составляет 294 человека по переписи 2013 года.

## География
Село находится на восточной окраине Гатацкого поля и склонах Йованова холма, в 5 км к юго-востоку от Гацко, в северо-восточной части Восточной Герцеговины. Лежит на правом берегу реки Мушница, на высоте от 960 м. Площадь составляет 7,84 км². Часть села сужается около двух улиц Горня-Чаршия (серб. Горња чаршија) и Доня-Чаршия (серб. Доња чаршија). Само село состоит из бывших сёл Автовац, Ястребняча (серб. Јастребњача), Муля (серб. Муља, большое поселение на левом берегу Мушницы, где оседает речной ил) и Ограда. Село находится на левой стороне автомагистрали Гацко—Билеча. Название получила от слова «автовина», которым в сербском обозначали бузину травянистую — лекарство от ревматизма.

## История

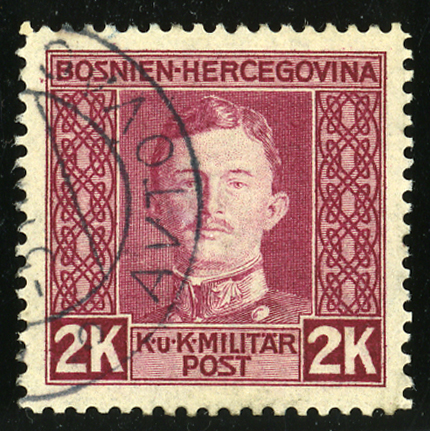
Марка Боснии и Герцеговины, выпущенная в 1917 году в Автоваце австро-венгерскими властями

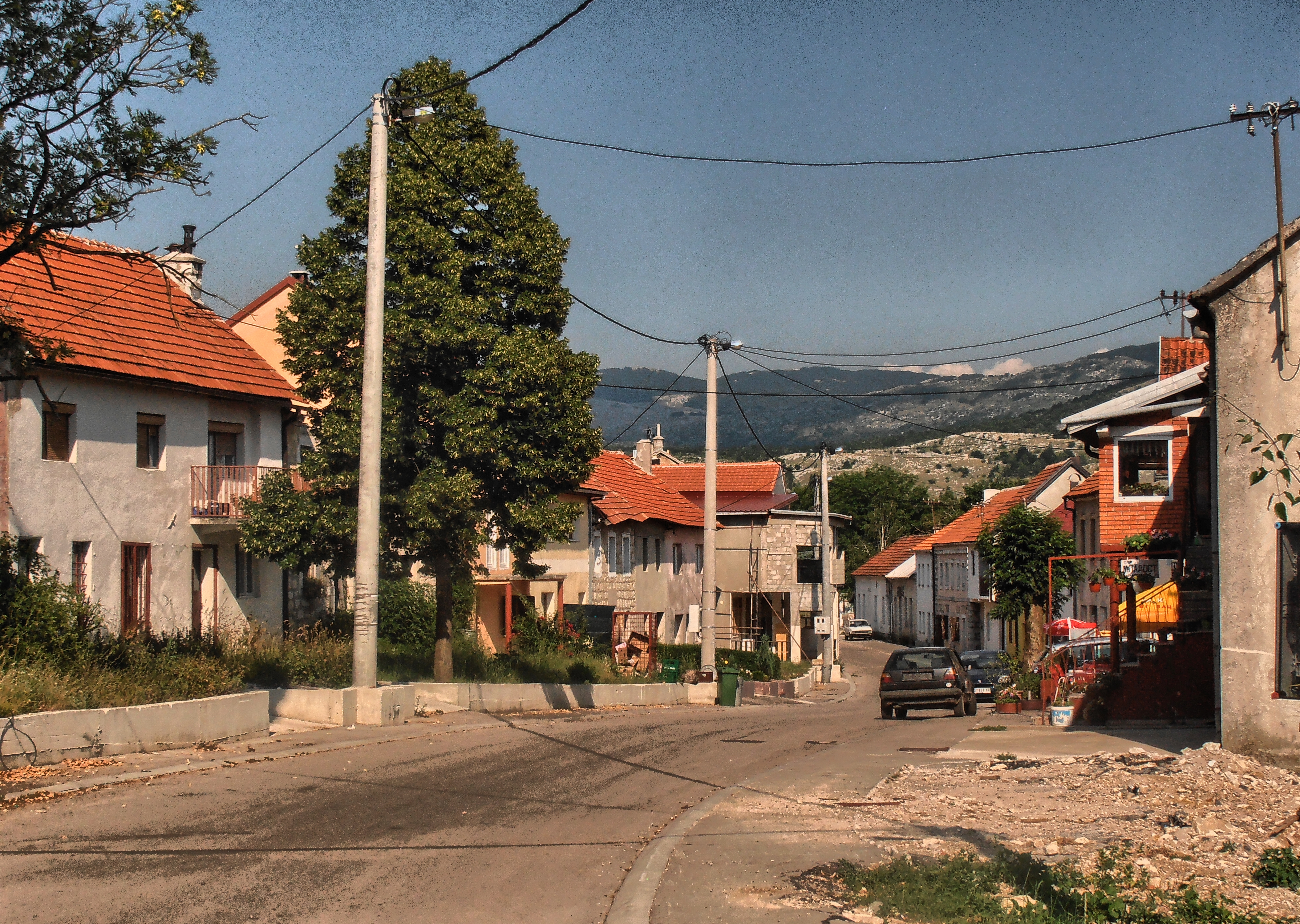
Здания в Автоваце, выстроенные в эпоху Австро-Венгрии

Село основано во времена Османской империи на месте под названием Автовидо. Автовац развивался как торговый центр на пересечении путей, главный из которых вёл в Дубровник. В 1882 году во время строительства казармы для австро-венгерских войск в районе Автоваца были найдены артефакты доисторической эпохи, которые забрали с собой солдаты.
По преданию, король Стефан Драгутин после битвы на Гатацком поле, развернувшейся в 1276 году у Гацко, воздвиг монастырь в районе Црквина. В 1928 году историк и писатель Перо Слиепчевич писал, что на пути к Муле «находится небольшая церковь, а под ней склеп на своде». Остатки монастыря не сохранились, там находится православное кладбище с мраморными стечками. Средневековый некрополь находится в районе кладбища Склонито. Археологический памятник Зборна-Гомила состоит из четырёх групп стечек, одна из них (Главица) находится в Автоваце. В 1446 году в документах Дубровника упоминается село Муля, недалеко от которого, в селе Липник находился дом Смаила-ага Ченгича (ныне разрушен). В Автоваце в XIX веке действовал отряд четников под руководством воеводы Стояна Ковачевича.
Во время пребывания села в составе Австро-Венгрии (с 1878 по 1918 годы) оно превратилось в посёлок городского типа, выполнявший стратегическую функцию. Развитие Автоваца ускорилось после строительства большой казармы австро-венгерской армии, около казармы была открыта больница с хирургическим и стоматологическим отделениями, пункт приёма военной почты с телеграфом; выкопан большой колодец и возведена смотровая башня. В канун Первой мировой войны в Автоваце было 50 магазинов, пунктов питания и мастерских, действовали отделения обществ «Просвета» и «Гайрет».
В Балканских войнах и Первой мировой на стороне сербской и черногорской армий участвовали Илия, Йован и Милан Зеленович; Йован Лажетич, Душан Осмокрович; Алекса, Милован, Михайло и Симо Слиепчевич; Георгие Сушич, Авдо Хасанбегович, Машо и Милутин Шукович. С 6 по 25 апреля 1916 года австрийские власти повесили 36 сербов из села Автовац и других окрестных деревень; в селе установлен памятник казнённым. Во время Второй мировой войны село находилось под властью Независимого государства Хорватия. За годы войны в районе Автоваца погибли шесть бойцов Югославских войск на родине (четников), 12 партизан Народно-освободительной армии Югославии и 43 мирных жителя (37 из них были убиты усташами).

## Население[7]
В 1879 году Автовац представлял собой общину, в которую входили тогдашние сёла Автовац, Михоляче и Муля. Её население составляло тогда 626 человек (341 православный и 285 мусульман). В 1931 году в общине проживало 6969 человек, в 1953 году — 4797. В 1879 году Автовац и Муля считались как отдельные сёла, суммарно в них было 48 домохозяйств и 330 жителей (285 мусульман и 45 православных), в 1895 году суммарно проживало 527 человек.  В 1948 году в Автоваце как едином селе проживало 450 человек.
Семьи Авдалович, Чедович, Илич, Папович и Шукович отмечают Михайлов день, семьи Беатович, Вукоманович, Зеленович, Кошутич, Кравич, Милетич, Митрич и Чаласан — день святого Георгия (Джурджевдан); Биланович и Радмилович — День святителя Николая; Бекович, Голубович, Ивкович, Сушич, Таянич и Черанич — Собор Иоанна Предтечи; Белогрлич, Масирача, Милинкович и Пешчич — день памяти Стефана Первомученика; Братич — Фомин день, Божович и Чорич — день памяти евангелиста Луки; Вуичич и Канкараш — день Параскевы Сербской, Мастилович — день Фёдора Студита, Сенич — день Егория Осеннего (Джурджиц), Слиепчевич — день святого Саввы, Стайич — Лазареву субботу, Шупич — день Игнатия Богоносца.
Из мусульманских семей известны семьи Хасанбегович и Пашич. По преданию, Хасанбеговичи являются не только первой мусульманской семьёй, осевшей в Автоваце, но и потомками Казанац-паши. Во время войны в Боснии и Герцеговине 1992—1995 годов почти все мусульманские семьи бежали, осталась только семья Зеленовичей. 

## Экономика и инфраструктура
Значительная часть населения занимается сельским хозяйством, небольшая работает на шахте и термоэлектростанции Гацко.
В 1883 году здесь была открыта начальная школа, а в 2014 году 9-летняя школа стала филиалом начальной школы имени Святого Саввы. В селе в 2010 году работали четыре торговые точки, четыре пункта питания и пекарня. Электроэнергию в село провели в 1959—1962 годах, в конце 1970-х годов — телефонную связь, в 1980 году — водоснабжение. В 1960-е годы проложены дороги из асфальта. Есть уличное освещение.

## Достопримечательности

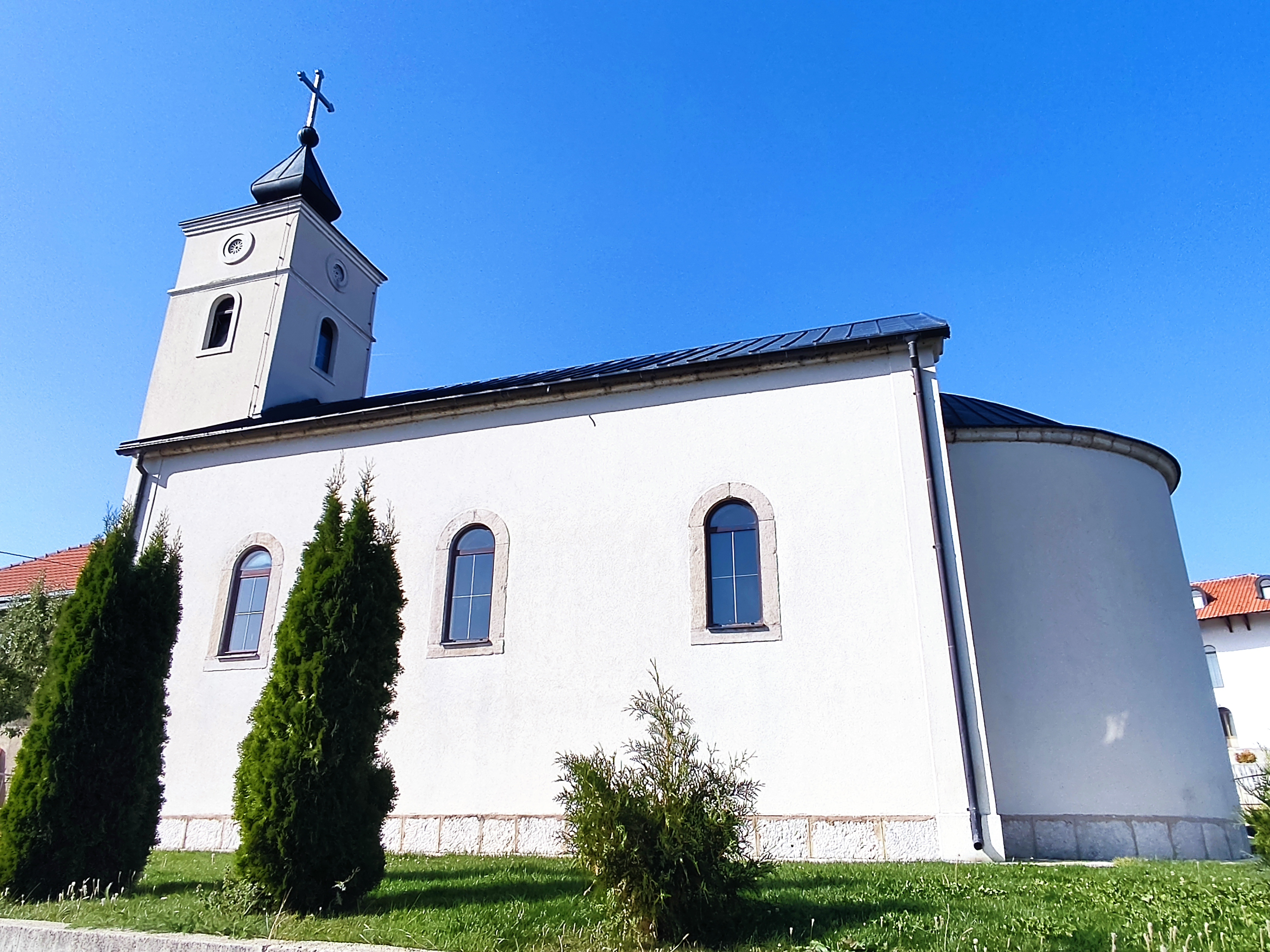
Храм Святого Василия Острожского

В селе находится Храм Святого Василия Острожского, возведённый в начале XX века. Церковь стоит на левом берегу реки Мушница..
В 1690 году в селе была возведена мечеть Хасан-беком Хасанбеговичем, которая неоднократно реставрировалась, а во время войны была серьёзно разрушена. Мусульманское кладбище находится на правом берегу реки Мушница.